# 新寺乡
新寺乡，是中华人民共和国甘肃省临夏回族自治州永靖县下辖的一个乡镇级行政单位。

## 行政区划
新寺乡下辖以下地区：
后坪村、三湾村、中塔村、崖头村、庆丰村、大山坪村、大湾岘村、阴山村、魁山村、段岭村和王年沟村。